# Casa Mecklenburg

Stema familiei celor din Mecklenburg, „Capul taurului Mecklenburg”

Casa Mecklenburg (de asemenea Obodriten ), denumită în principal Niklotiden în cercetările științifice, este dinastia care a apărut din asociația tribală a Abodritilor si a condus Mecklenburg pentru 787 de ani - din 1131 până în 1918 - aproape neîntrerupt.
A aparținut familiei Griffin (dinastia ducilor din Pomerania), Piastilor din Silezia și Boemiei Přemyslids, una dintre puținele case regale din Sfântul Imperiu Roman al națiunii germane a cărei linie masculină era descendentă din prinții slavi occidentali.

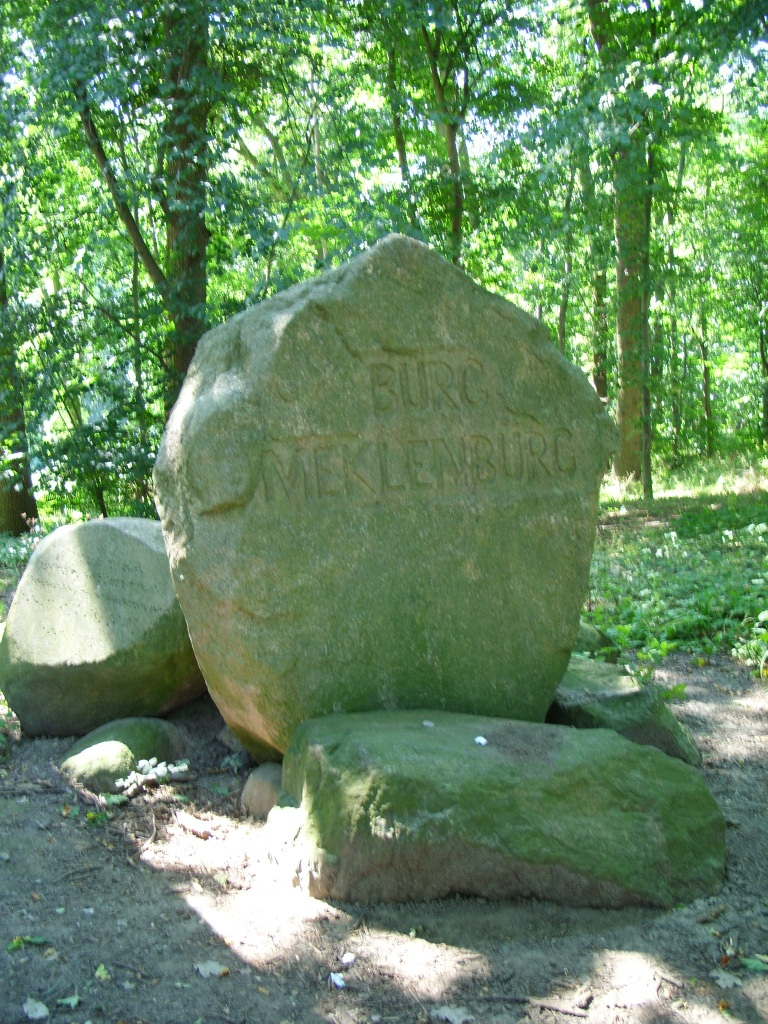
Monument din zidul castelului Mecklenburg

## Dezvoltare istorica
Urmașul familiei este Niklot (în jurul anilor 1100–1160), prințul abodritilor, Kessiner și zirzipani, care a căzut în 1160 în lupta împotriva ducelui Heinrich Leul. Originea lui Niklot sunt necunoscute. Fiul său Pribislaw a trebuit să se supună lui Heinrich după bătălia pierdută de la Verchen, din 1164, a devenit creștin și a primit o mare parte din moștenirea sa paternă de la Heinrich ca feudă săsească în 1167. Mecklenburgul, lângă Wismar (numit și Mikelburg, Mikelenburg sau Wiligrad) a fost înlocuit de Wismar ca scaun princiar în 1256. Între timp, însă, au apărut alte scaune princiare în stăpânirea obodritică. Descendenții lui Pribislaw au fost numiți duci în 1348 și, de atunci, toți membrii casei au deținut titlul de duce de Mecklenburg. Cu Albrecht III. Obodritii au furnizat și un rege al Suediei din 1364 până în 1389. Suverani începând cu 1806, au fost ridicați la mare duce în două rânduri (Schwerin și Strelitz) în 1815 și, ca atare, au devenit prinți federali ai Imperiului German în 1871 până la Revoluția din noiembrie 1918.

## Regula parțială
Istoria statului Mecklenburg este caracterizată de diviziuni dinastice repetate, prin care părțile individuale ale statului au rămas doar membri autonomi ai statului Mecklenburg într-o măsură limitată până în 1918:
1229 - Prima diviziune principală a țării în patru părți:
- Mecklenburg
- Parchim (până în 1316)
- Werle (până în 1436)
  - din 1282 Werle-Güstrow și Werle-Parchim
  - din 1292–1316 Werle
  - din 1316 Werle-Güstrow (până în 1436) și Werle-Goldberg (până în 1374)
    - din 1337 Werle-Waren (până în 1425) ca spin-off de la Werle-Goldberg
- Rostock (până în 1314)

1352 împărțirea țării în două stăpâniri parțiale:
- Mecklenburg-Schwerin (I)
- Mecklenburg-Stargard (până în 1471)

1621 - A doua diviziune principală a țării în două părți (1628–1631 unite temporar sub Wallenstein):
- Mecklenburg-Schwerin (II)
- Mecklenburg-Güstrow (până în 1695)

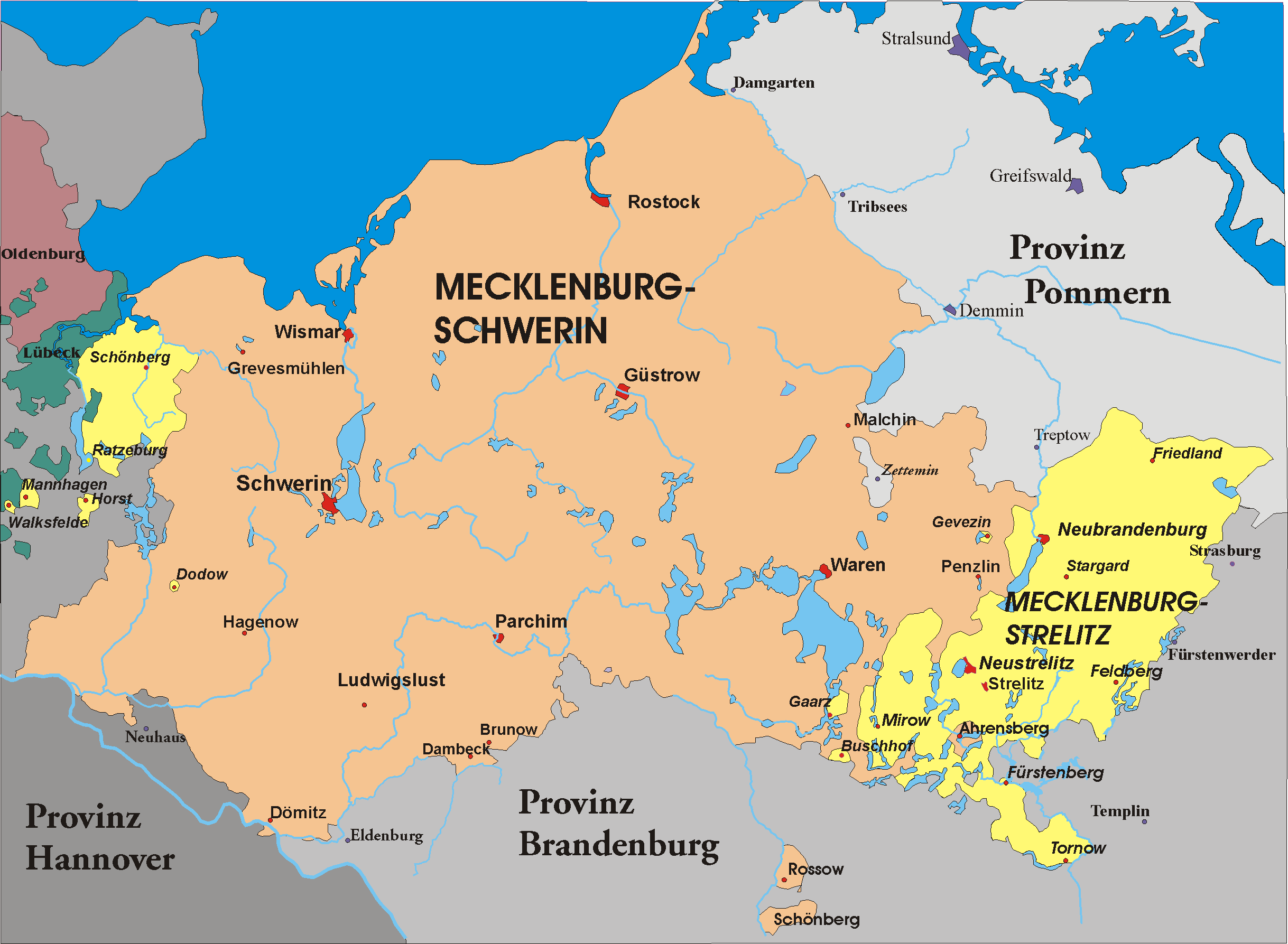
Mecklenburg-Schwerin și Mecklenburg-Strelitz 1815–1934

1701 - A treia diviziune principală a țării în două părți:
- Mecklenburg-Schwerin (III)
- Mecklenburg-Strelitz

În 1815, la Congresul de la Viena, ambii regenți din Mecklenburg au primit o îmbunătățire comună a titlului de Mare Duce de Mecklenburg. Ambele părți ale țării au fost denumite de acum înainte marile ducate. Doar partea de stat a Mecklenburg-Schwerin a făcut pasul către un stat constituțional modern cu o monarhie constituțională în cursul reformelor din 1848, care s-a încheiat însă în 1850 și a fost readus la vechiul statut juridic.
După Adolf Friedrich VI., ultimul Mare Duce de Mecklenburg [-Strelitz], a murit în 1918, cu puțin timp înainte de sfârșitul monarhiei, în circumstanțe misterioase, Marele Duce Schwerin Friedrich Franz al IV-lea a preluat guvernul de la Strelitz și, în cele din urmă, i-a mulțumit pe 14. Noiembrie 1918 atât pentru Mecklenburg. Fostele părți ale țării au obținut independența politică ca state libere pentru prima dată în 1918/19 și au rămas țări ale Reichului german. Ca loc de rezoluție pentru prima constituție de stat democratică a Republicii Weimar, Castelul Neustrelitz a devenit, de asemenea, semnificativ în ceea ce privește istoria politică.

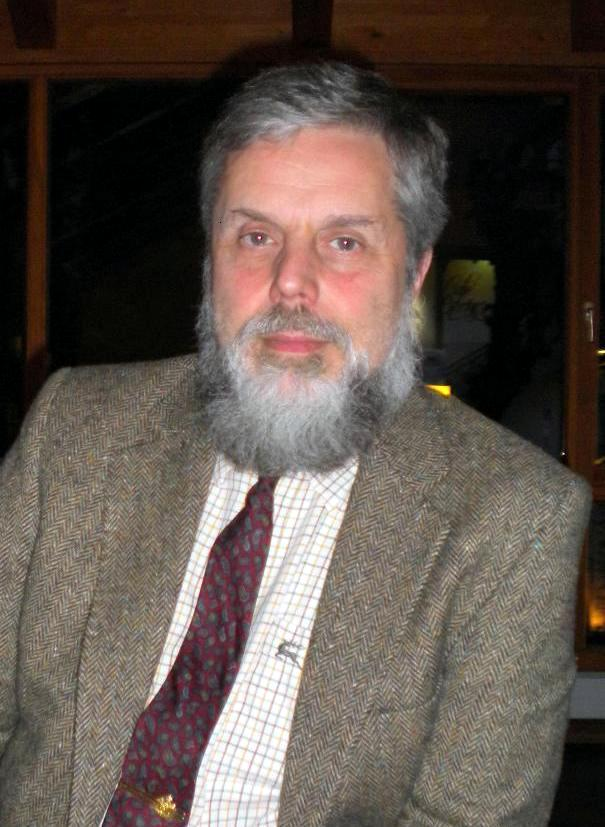
Borwin Duce de Mecklenburg- (Strelitz) (născut în 1956)

Linia Mecklenburg-Schwerin a expirat în 2001 când Friedrich Franz Herzog zu Mecklenburg, ultimul Mare Duce ereditar de Mecklenburg-Schwerin, a murit fără copii. Linia Mecklenburg-Strelitz există și astăzi în linia masculină; Ultimii bărbați Obodrit sunt șeful casei Mecklenburg-Strelitz, Borwin (* 1956) și cei doi fii ai săi Georg Alexander (* 1991) și Carl Michael (* 1994).

## Vezi si
- Lista de familie a Casei Mecklenburg
- Lista principală a Mecklenburg-Strelitz
- Lista ducilor și marelui duce de Mecklenburg

## Imagini ale reședințelor Casei Mecklenburg-Schwerin

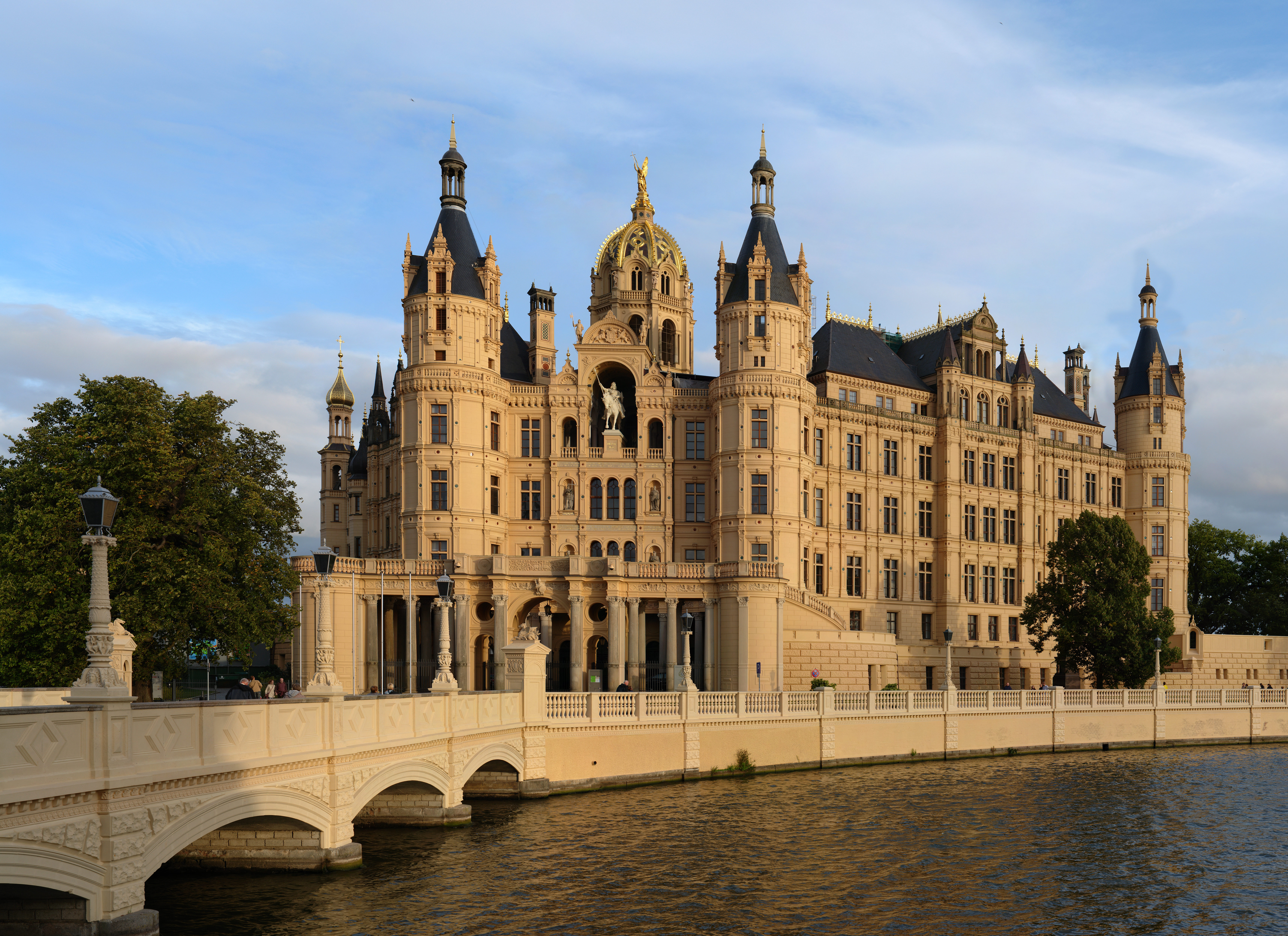
Castelul Schwerin⁠(d), reședința Marelui Ducat al Mecklenburg-Schwerin
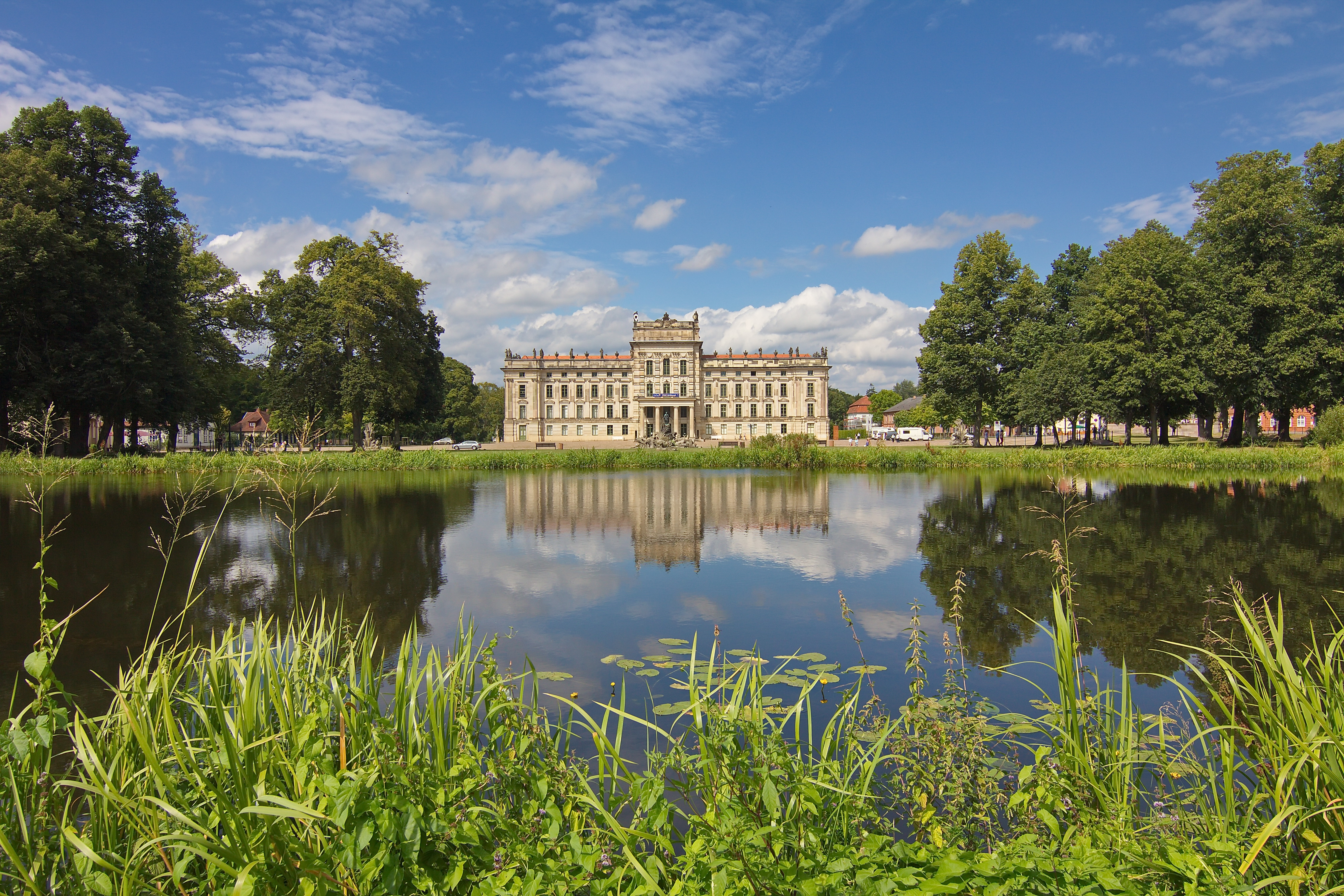
Palatul Ludwigslust, reședința de vară a Mecklenburg-Schwerin
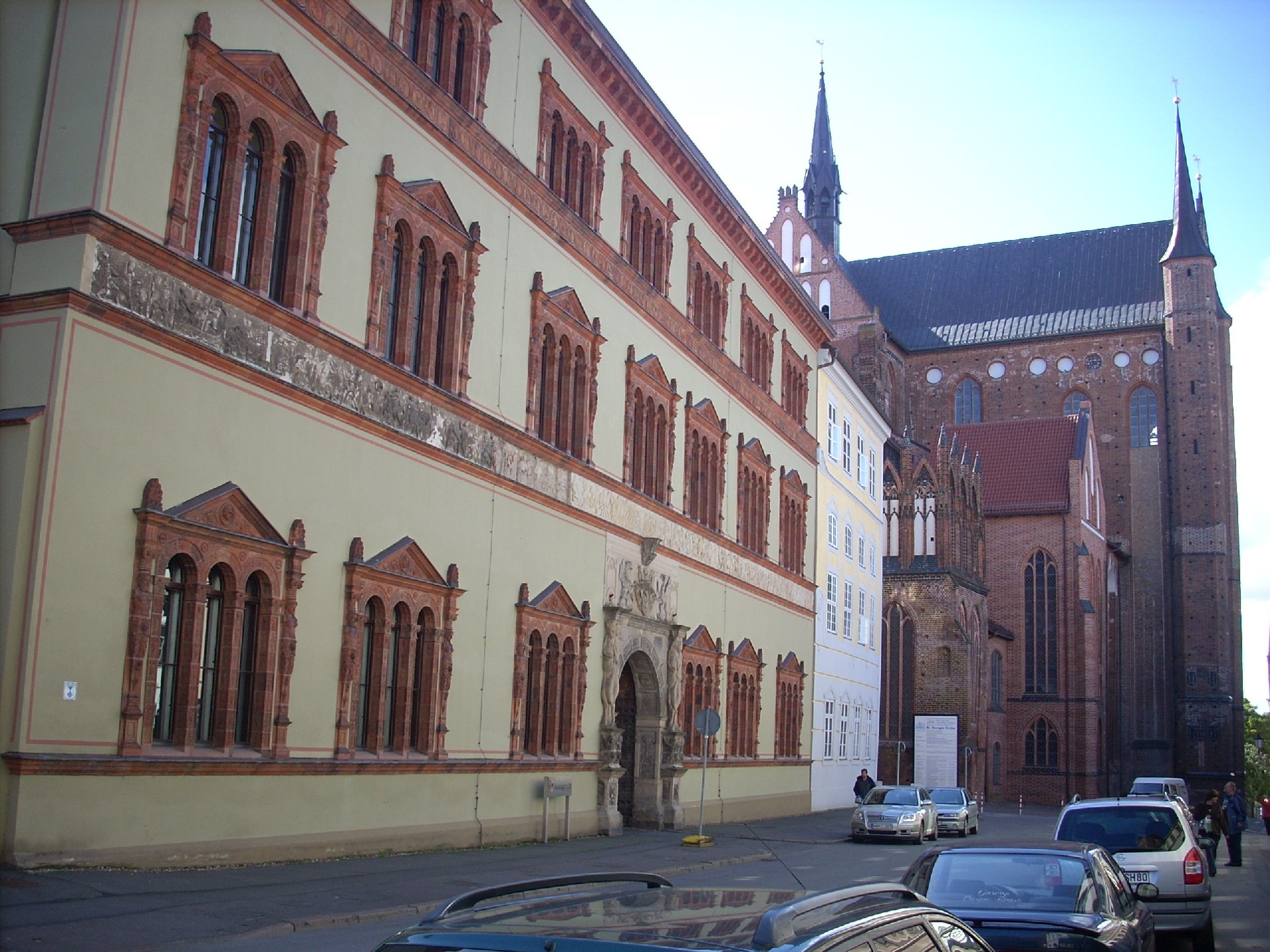
Fürstenhof Wismar⁠(d)
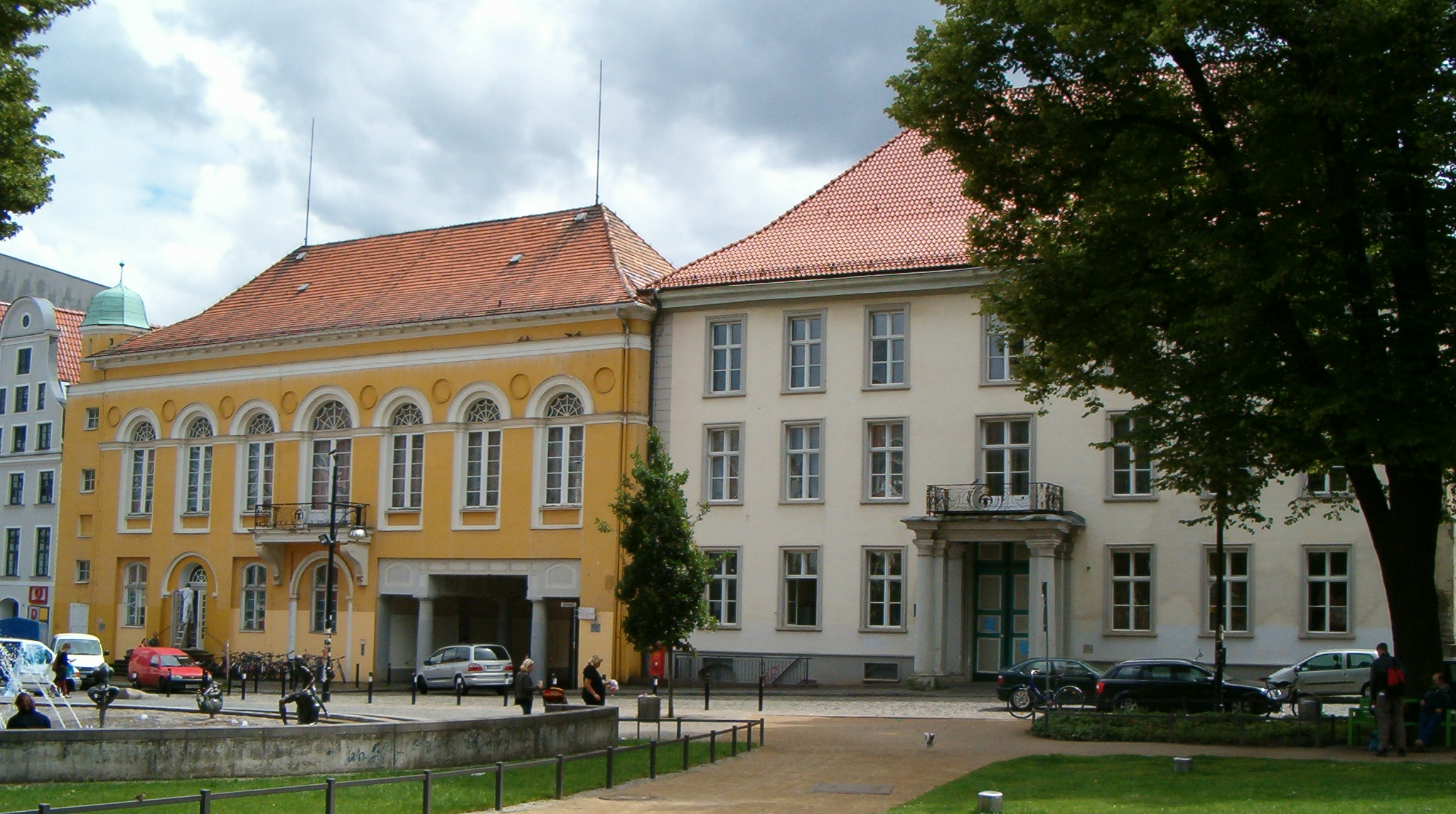
Palatul ducal⁠(d) din Rostock
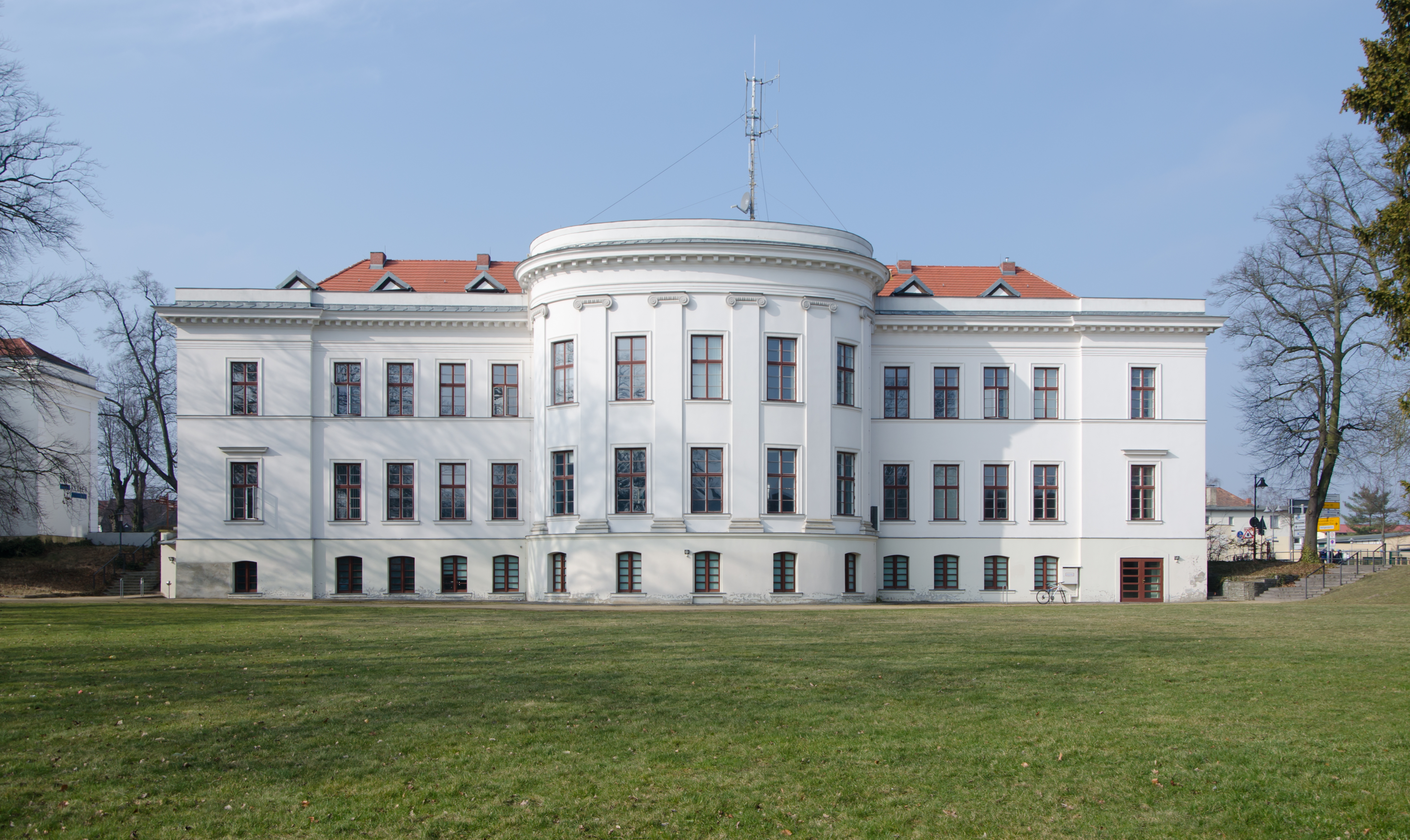
Palatul Mare Ducal⁠(d) din Bad Doberan
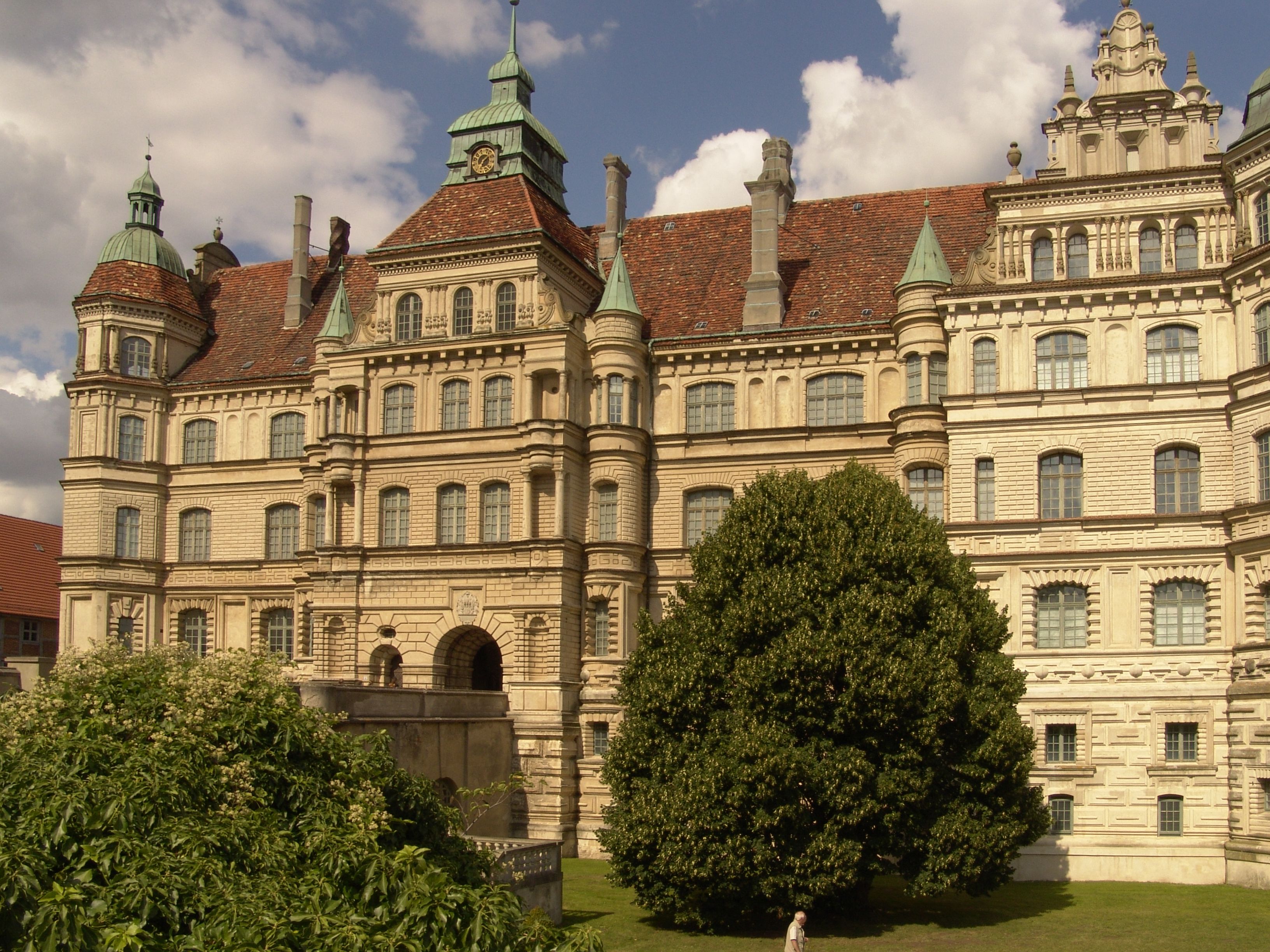
Castelul Güstrow⁠(d)
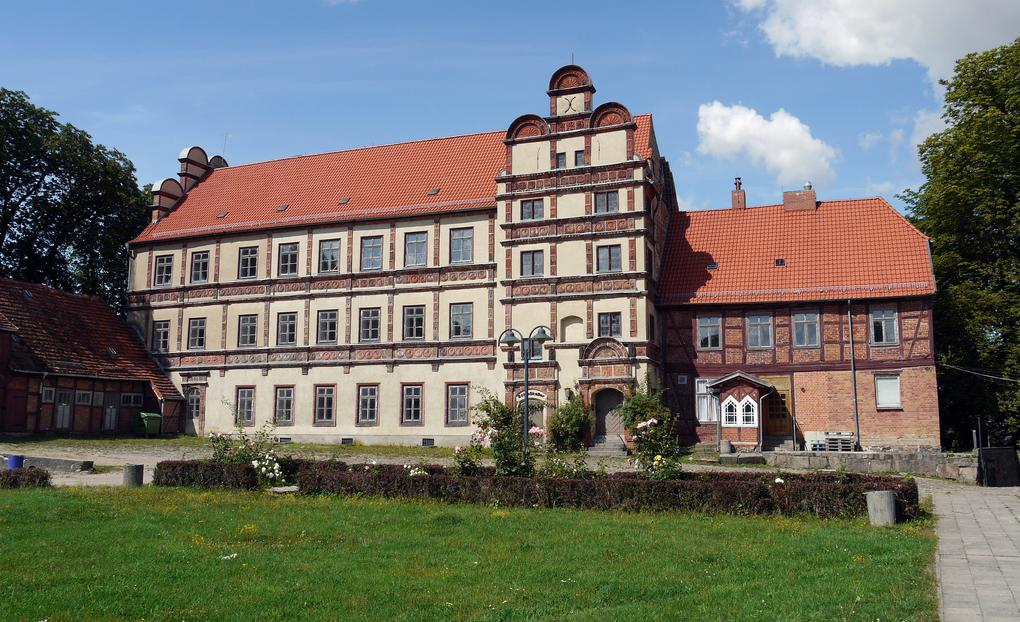
Castelul Gadebusch⁠(d)
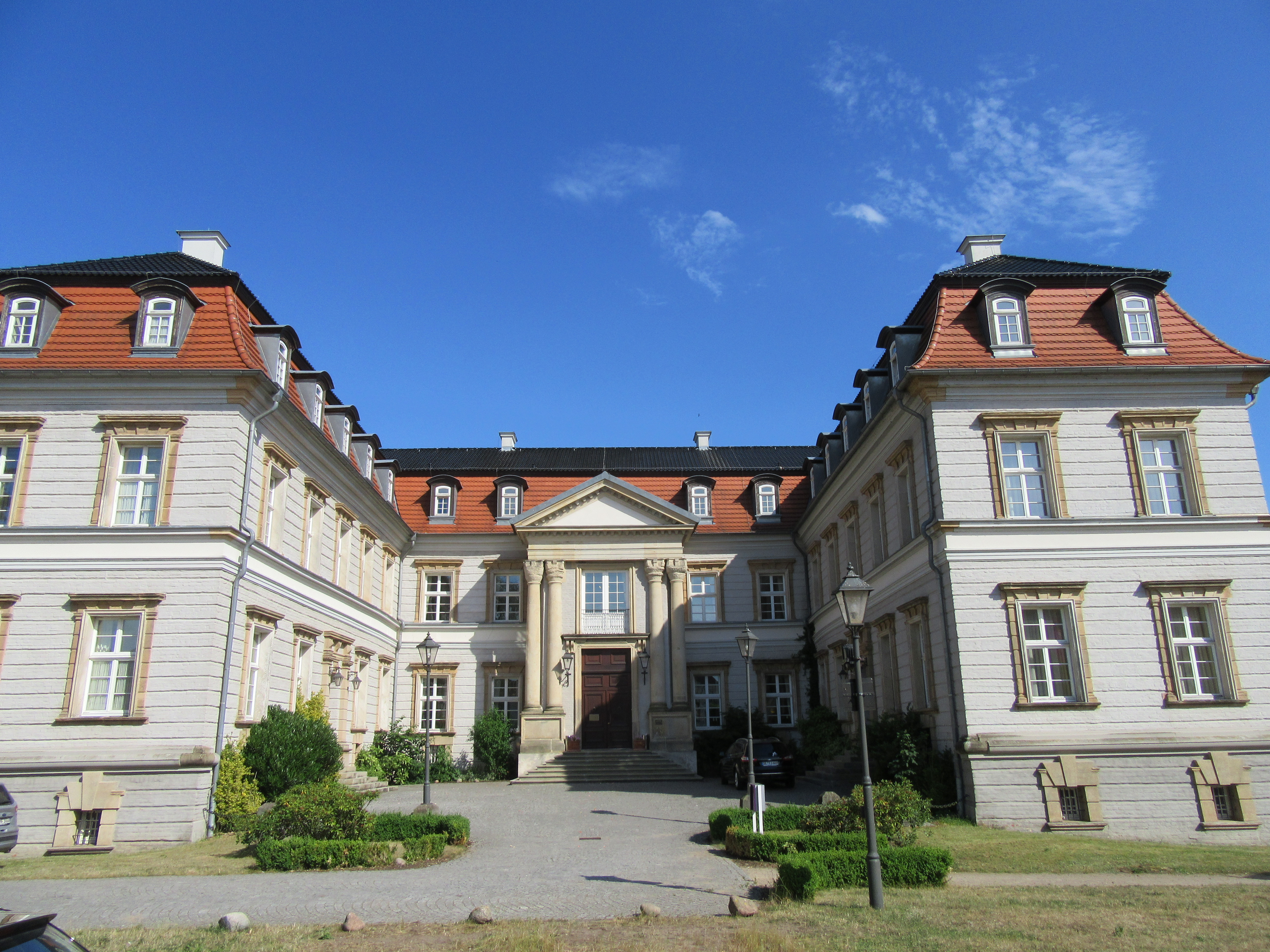
Noul Castel Neustadt-Glewe⁠(d)
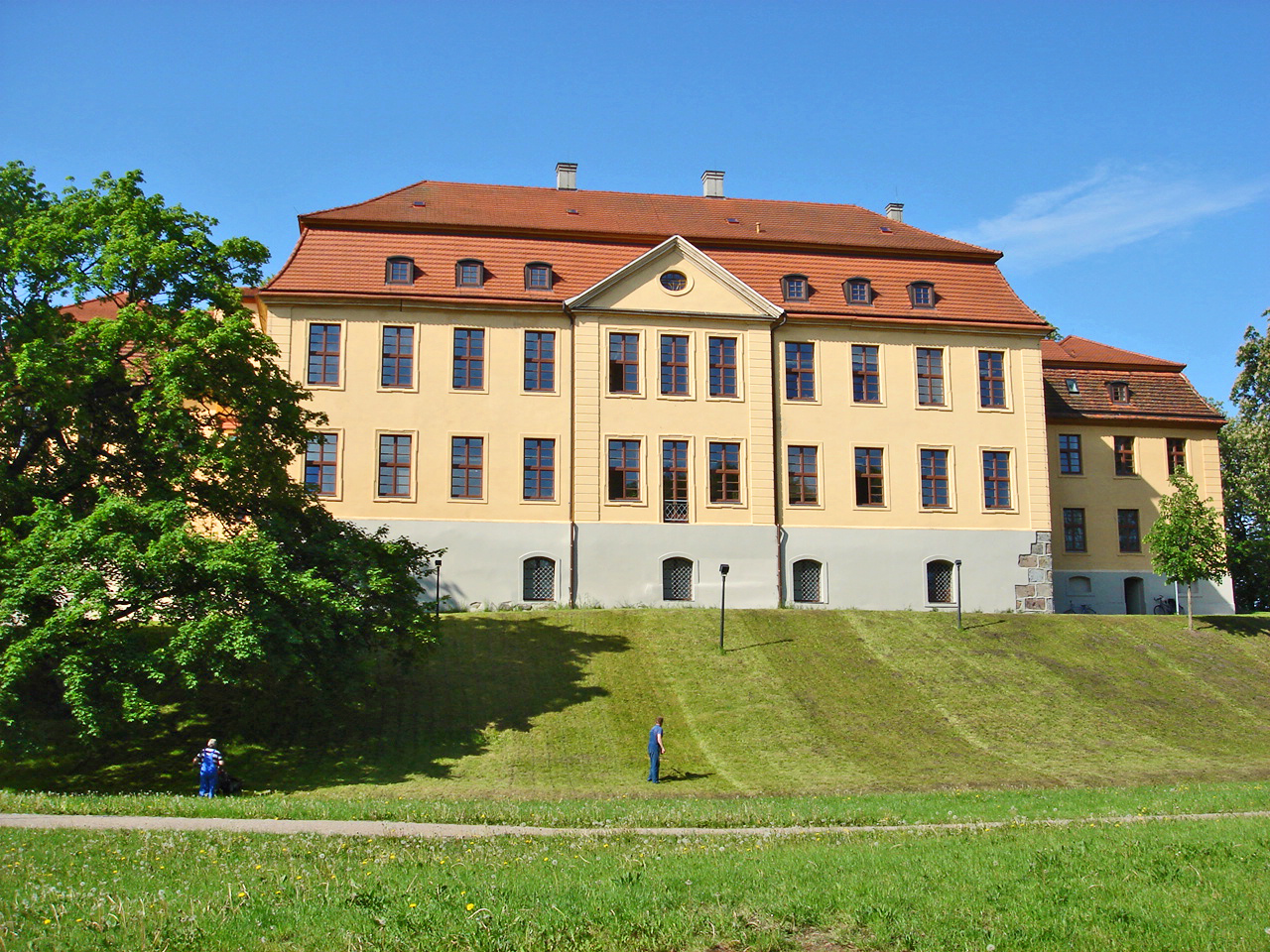
Castelul Stavenhagen
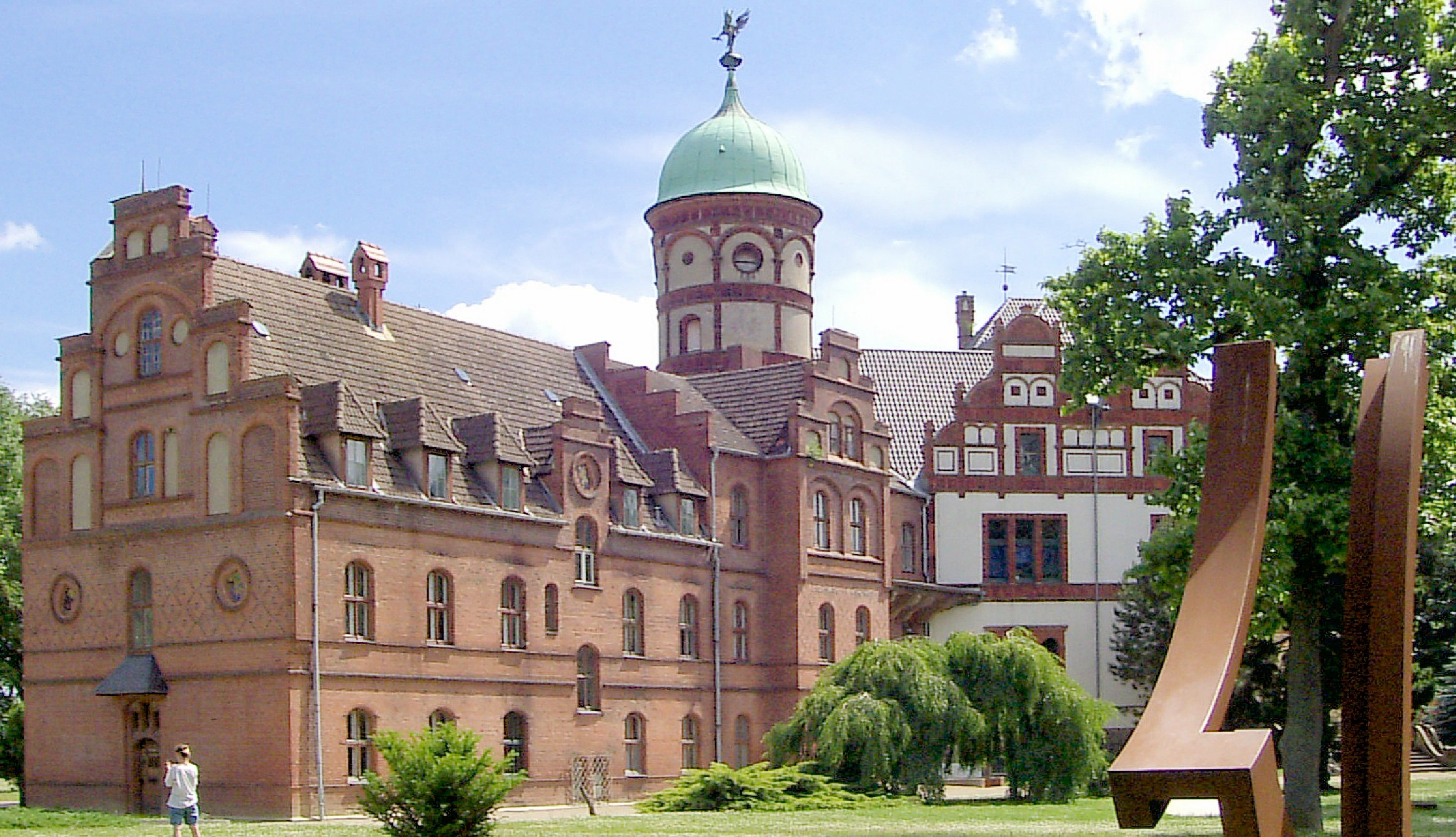
Castelul Wiligrad⁠(d)
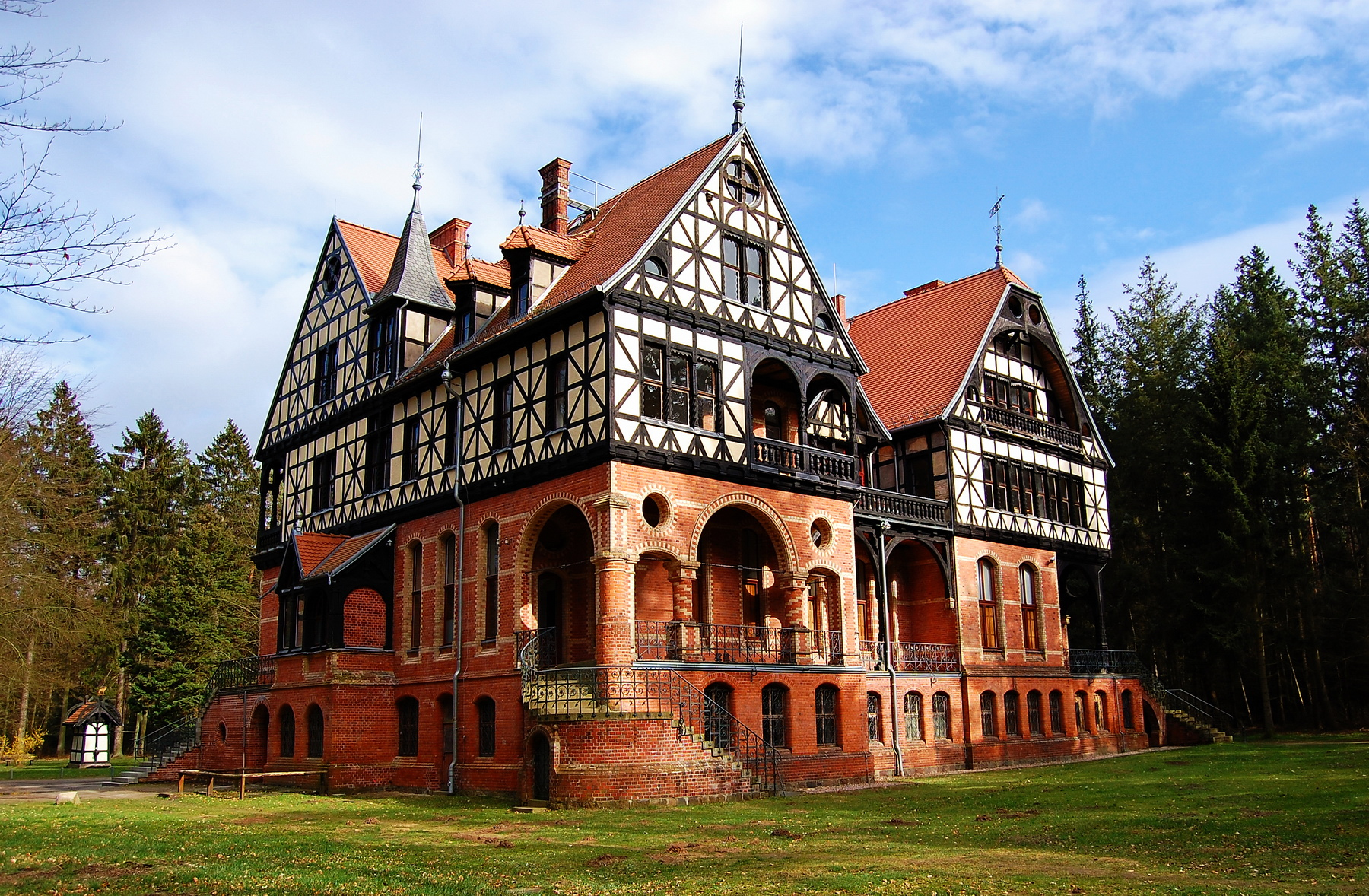
Cabana de vânătoare Gelbensande⁠(d)
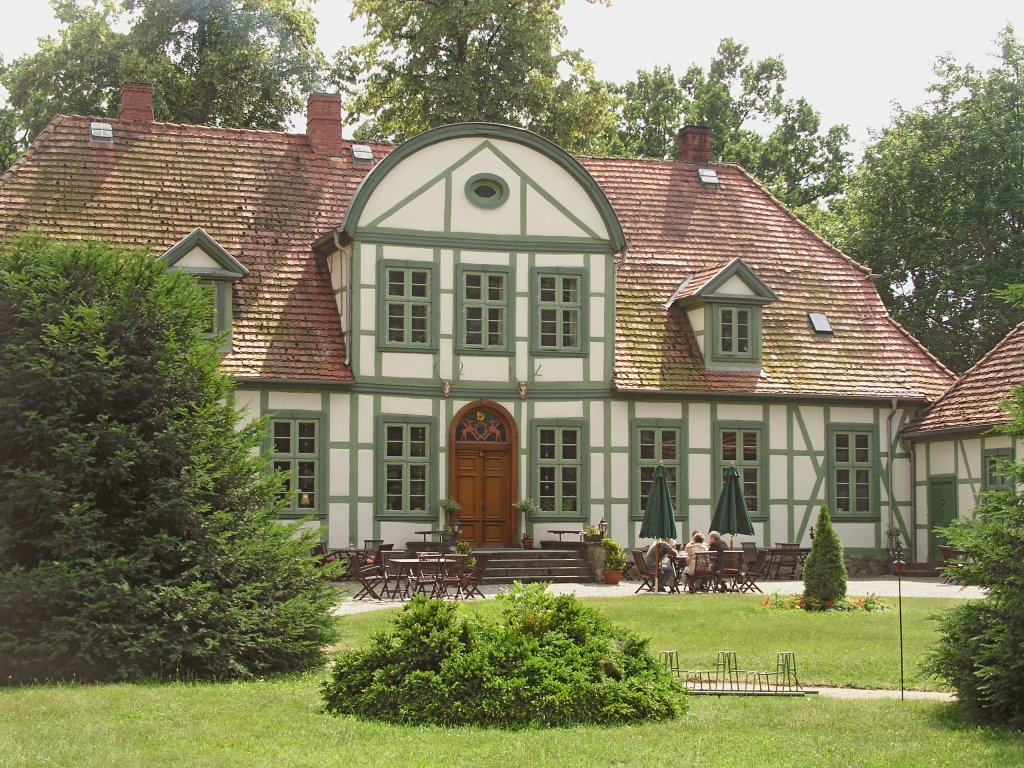
Loja de vânătoare Friedrichsmoor⁠(d)
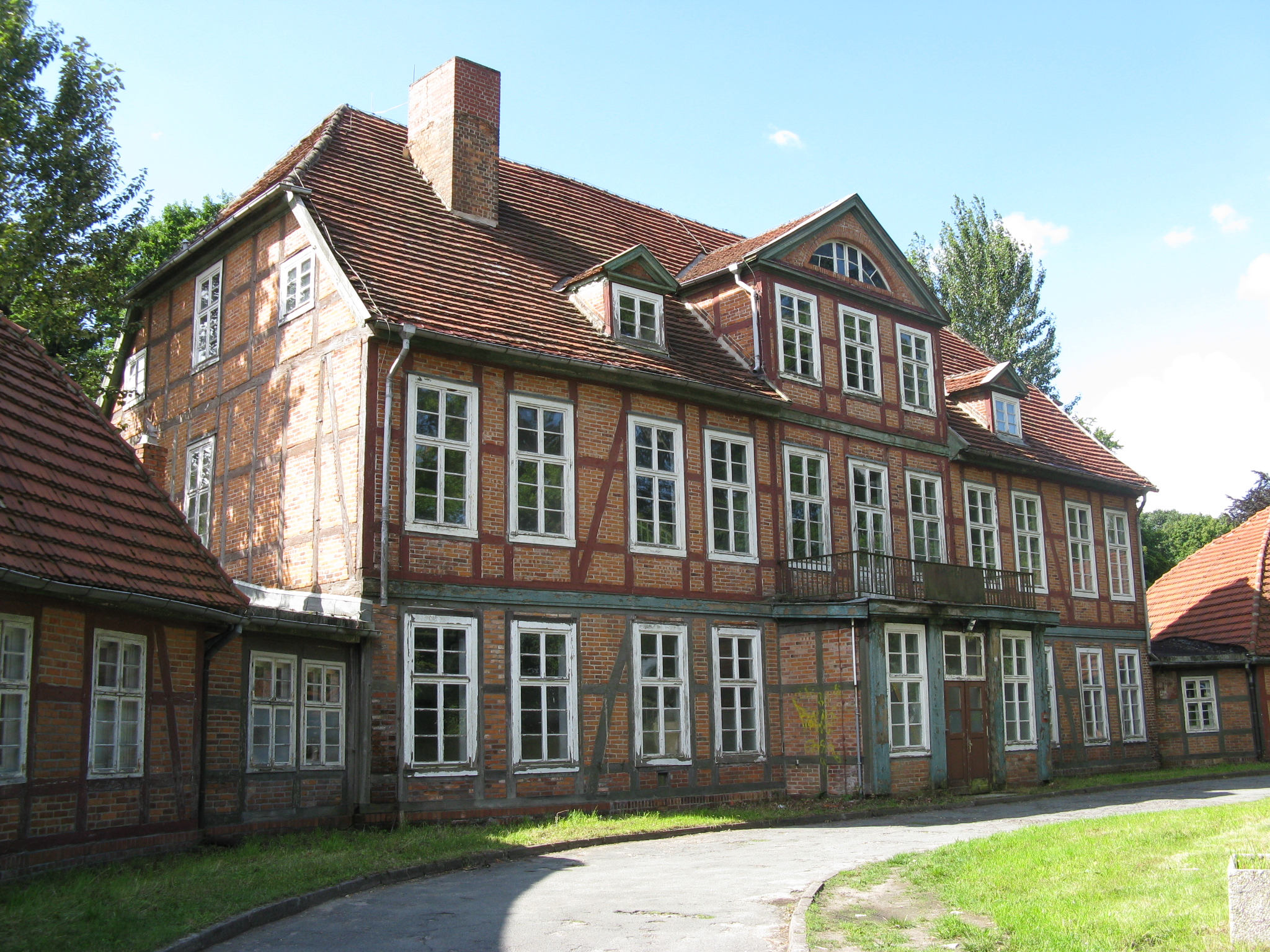
Loja de vânătoare Friedrichsthal⁠(d)
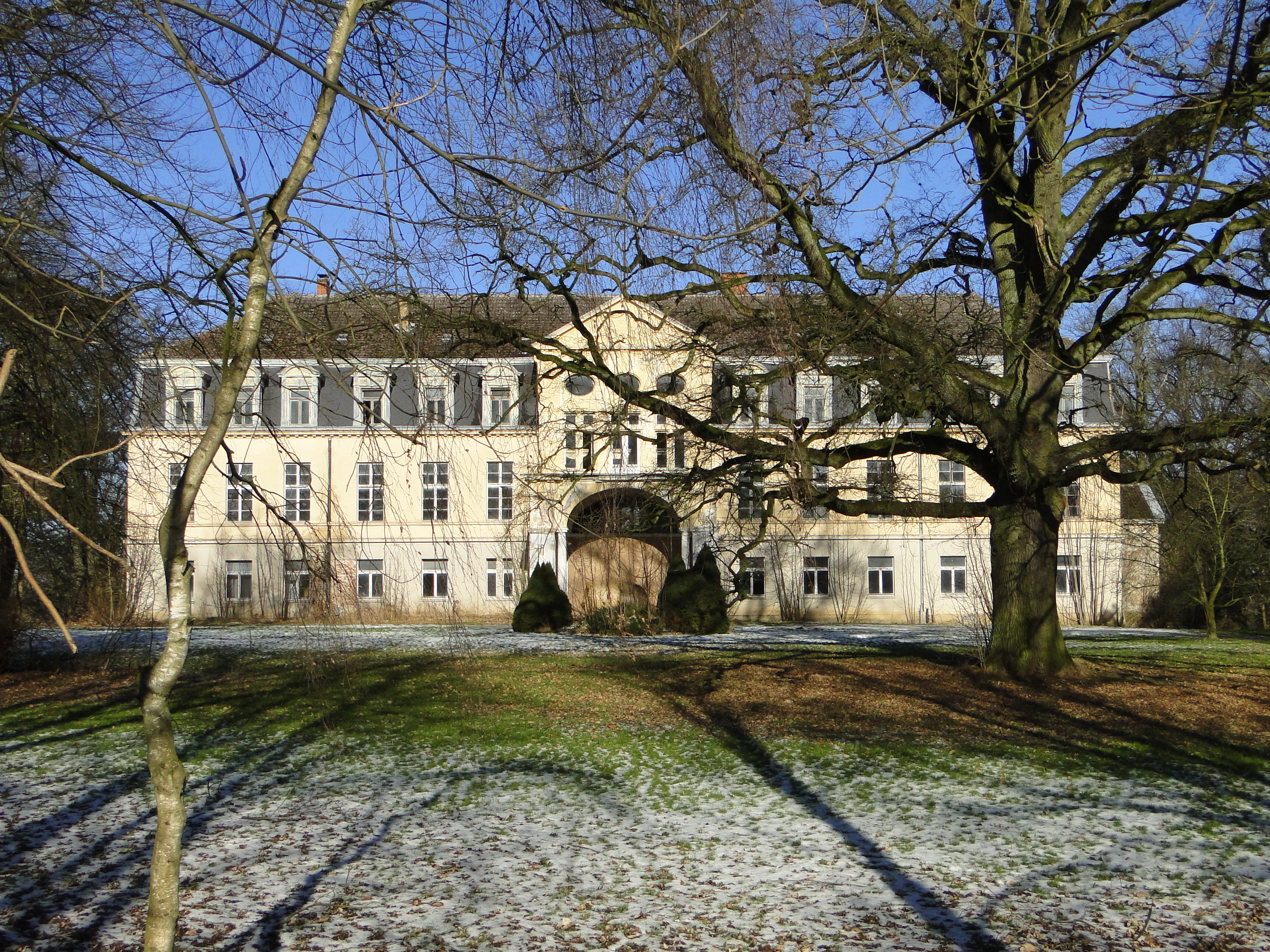
Castelul Grambow (lângă Schwerin)
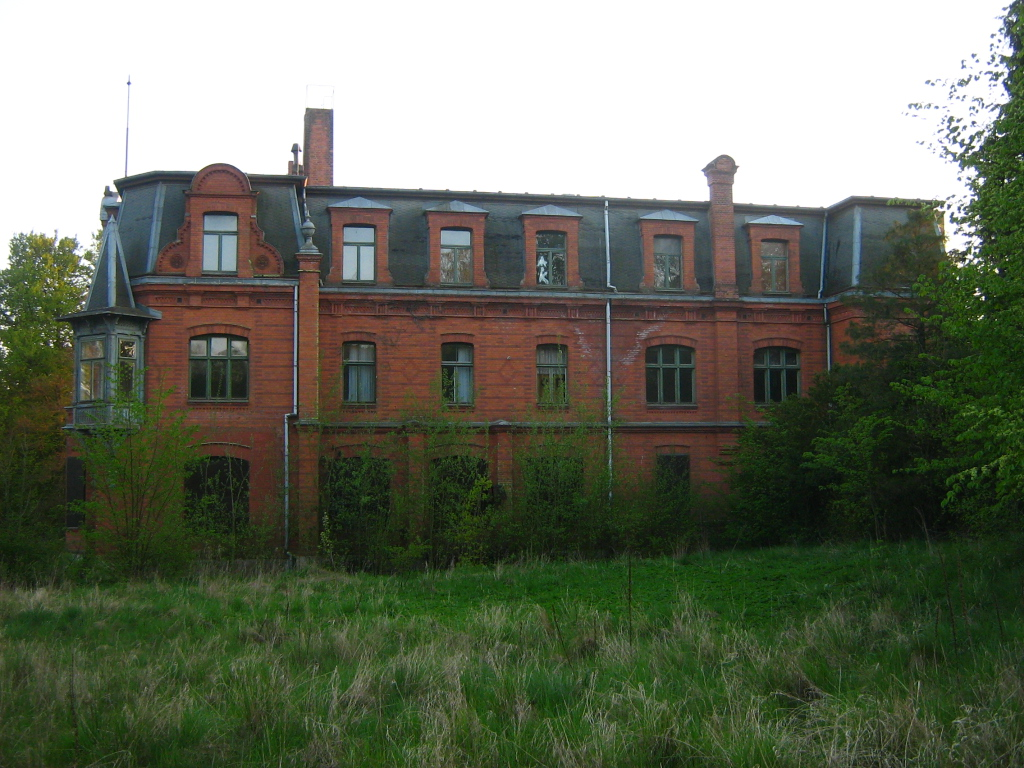
Castelul Raben Steinfeld

## Imagini ale reședințelor Casei Mecklenburg-Strelitz

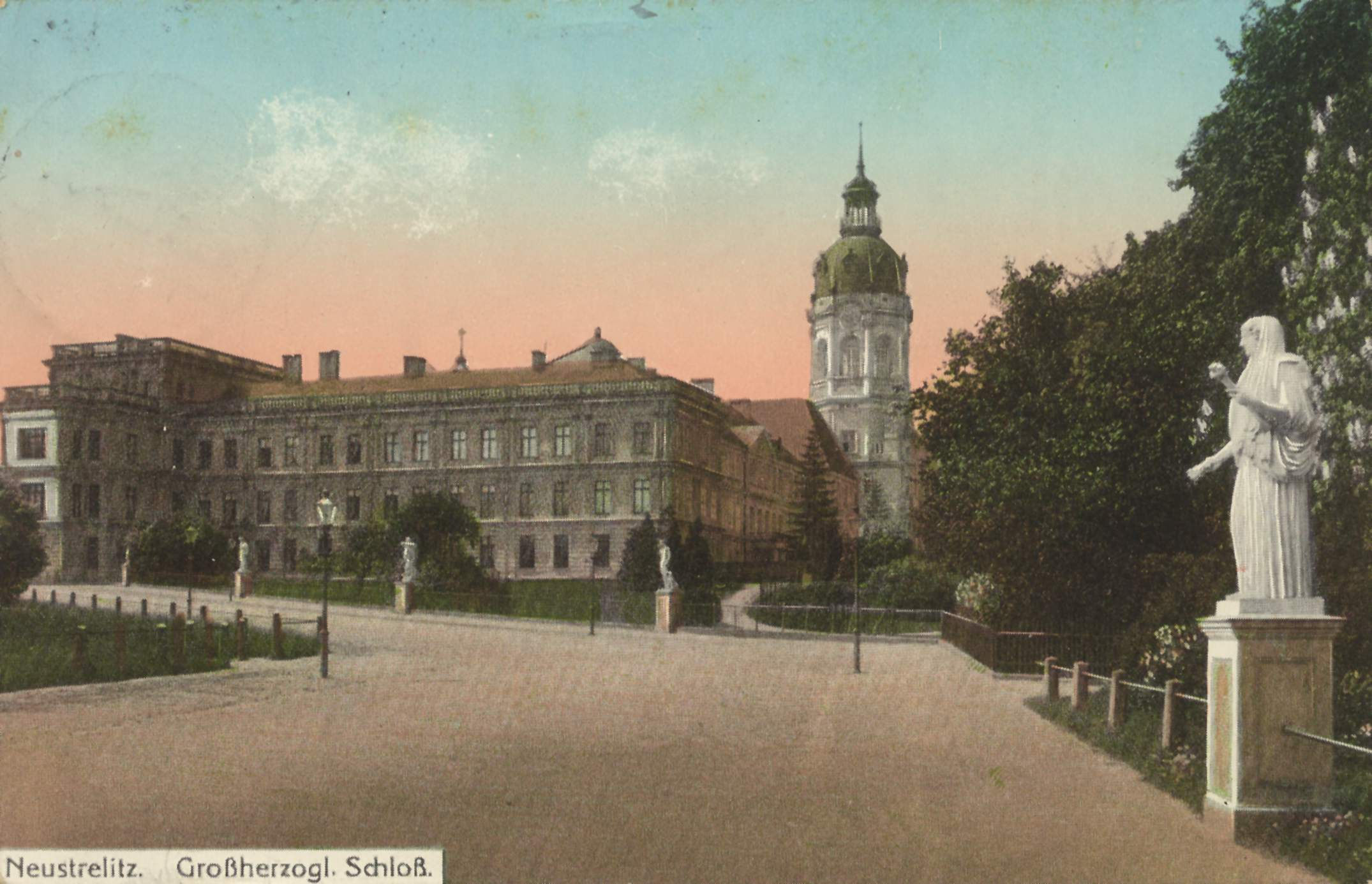
Castelul Neustrelitz⁠(d), reședința principală a (Marelui) Ducat de Mecklenburg-Strelitz
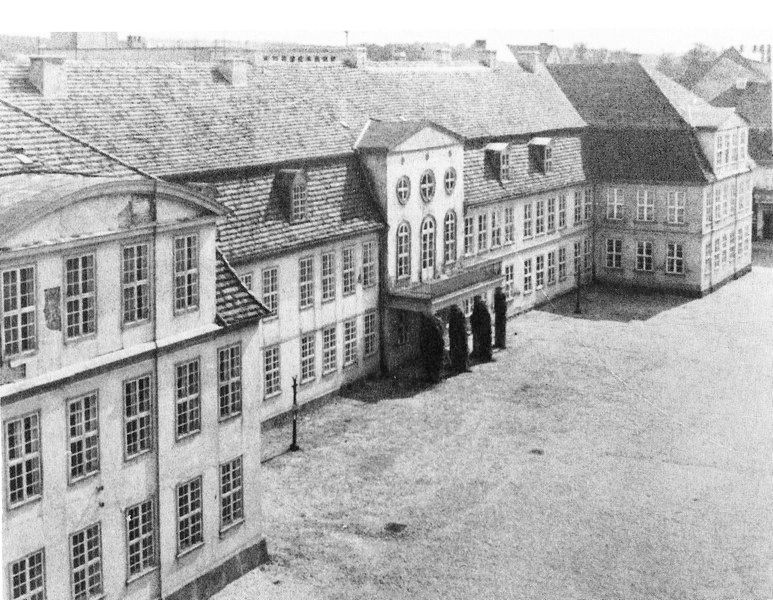
Palais Neubrandenburg⁠(d), reședința de vară și secundară a (Marelui) Ducat de Mecklenburg-Strelitz (distrusă în 1945)
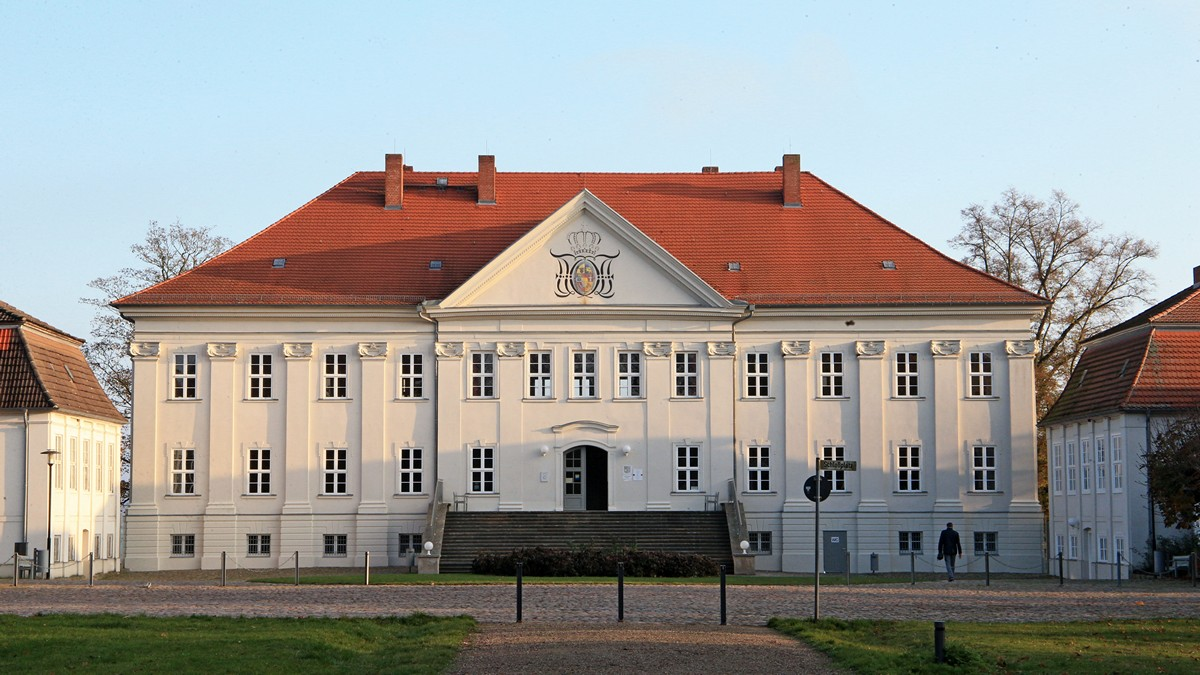
Castelul Hohenzieritz⁠(d), reședința de vară Mecklenburg-Strelitz
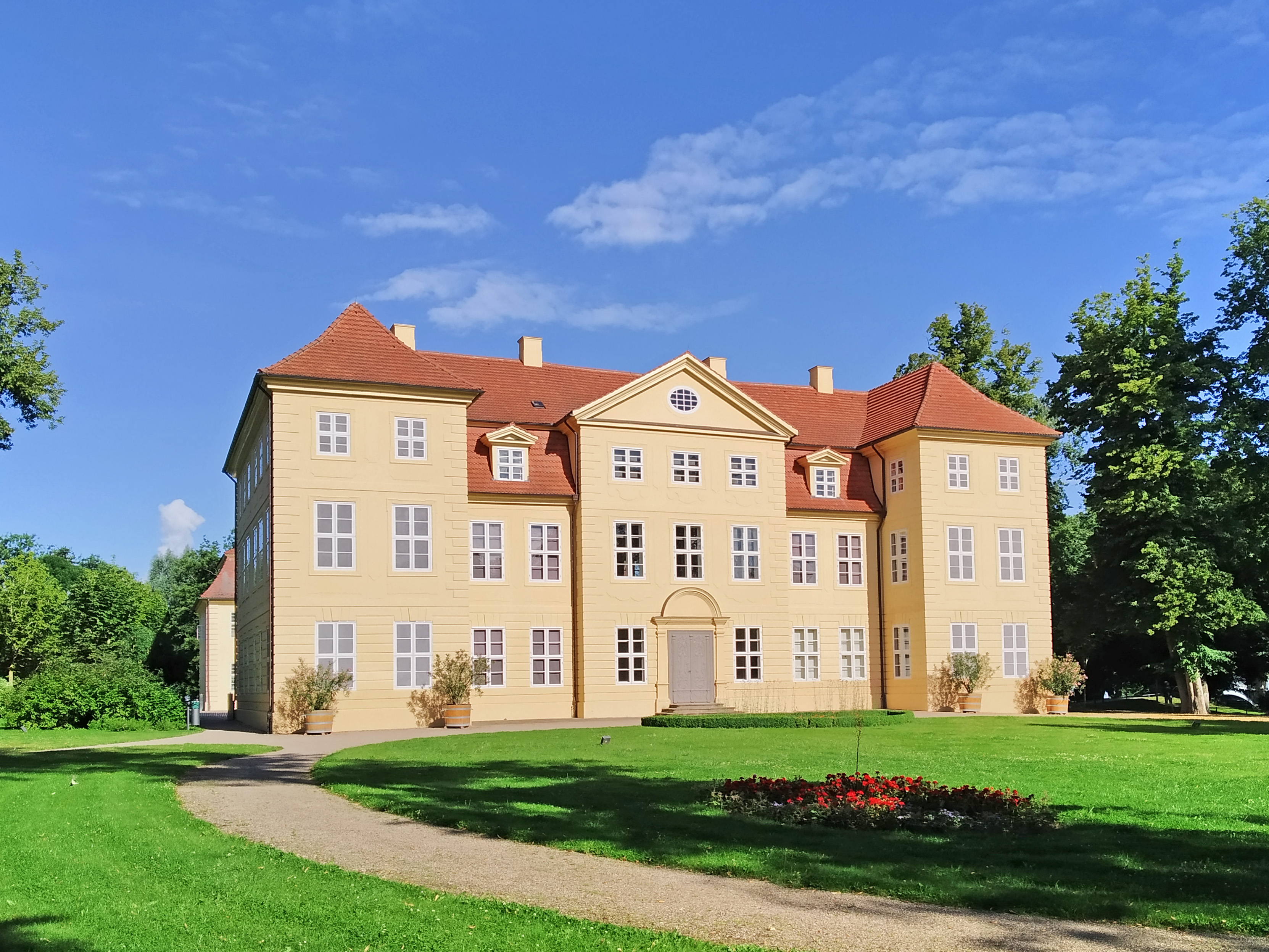
Palatul Mirow⁠(d), reședința secundară a Mecklenburg-Strelitz
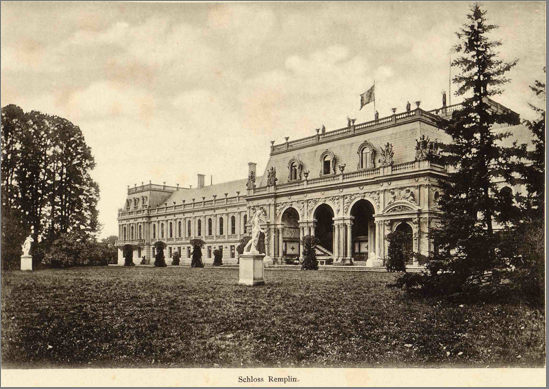
Castelul Remplin⁠(d)
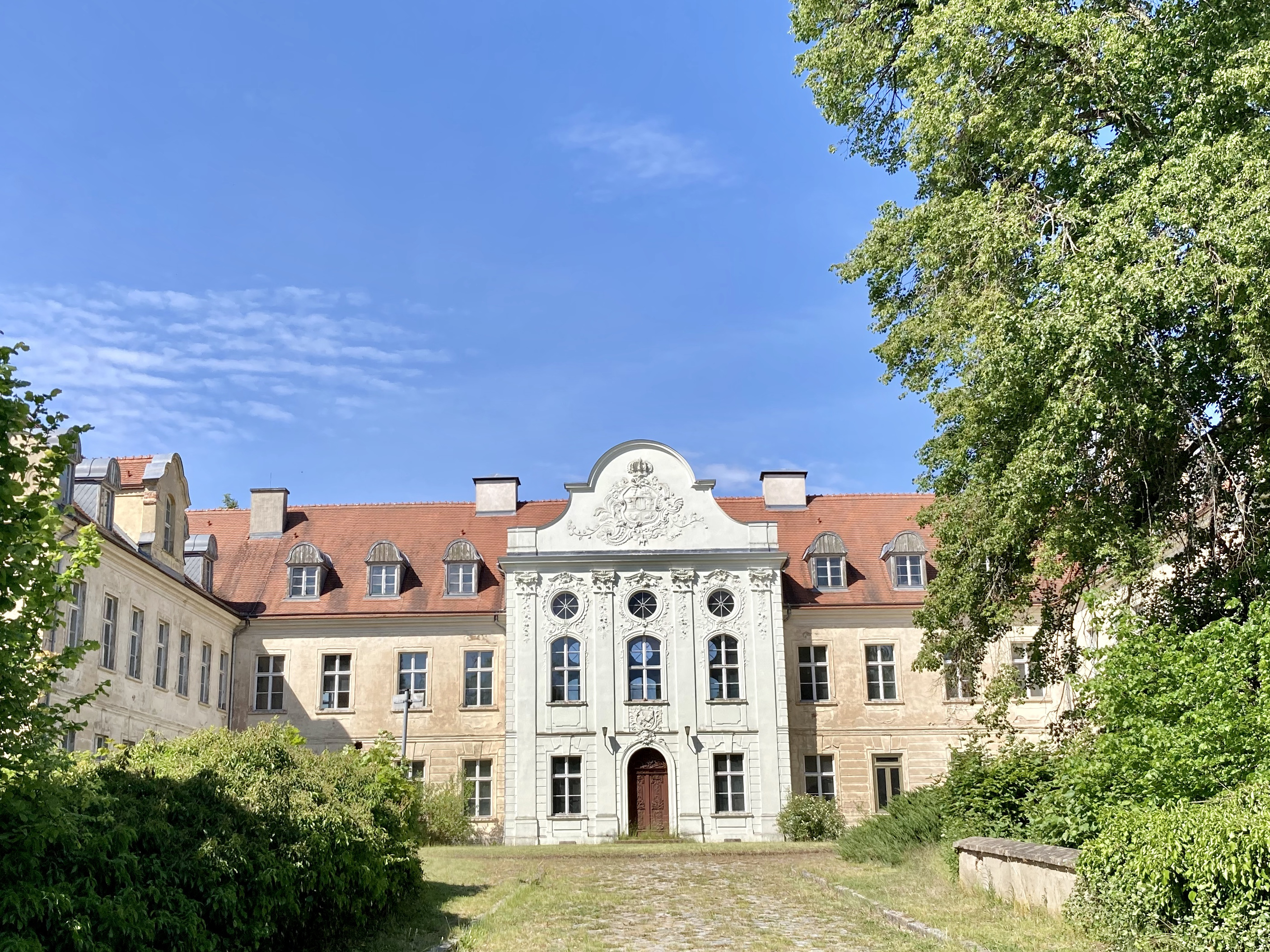
Fürstenberg / Castelul Havel⁠(d)
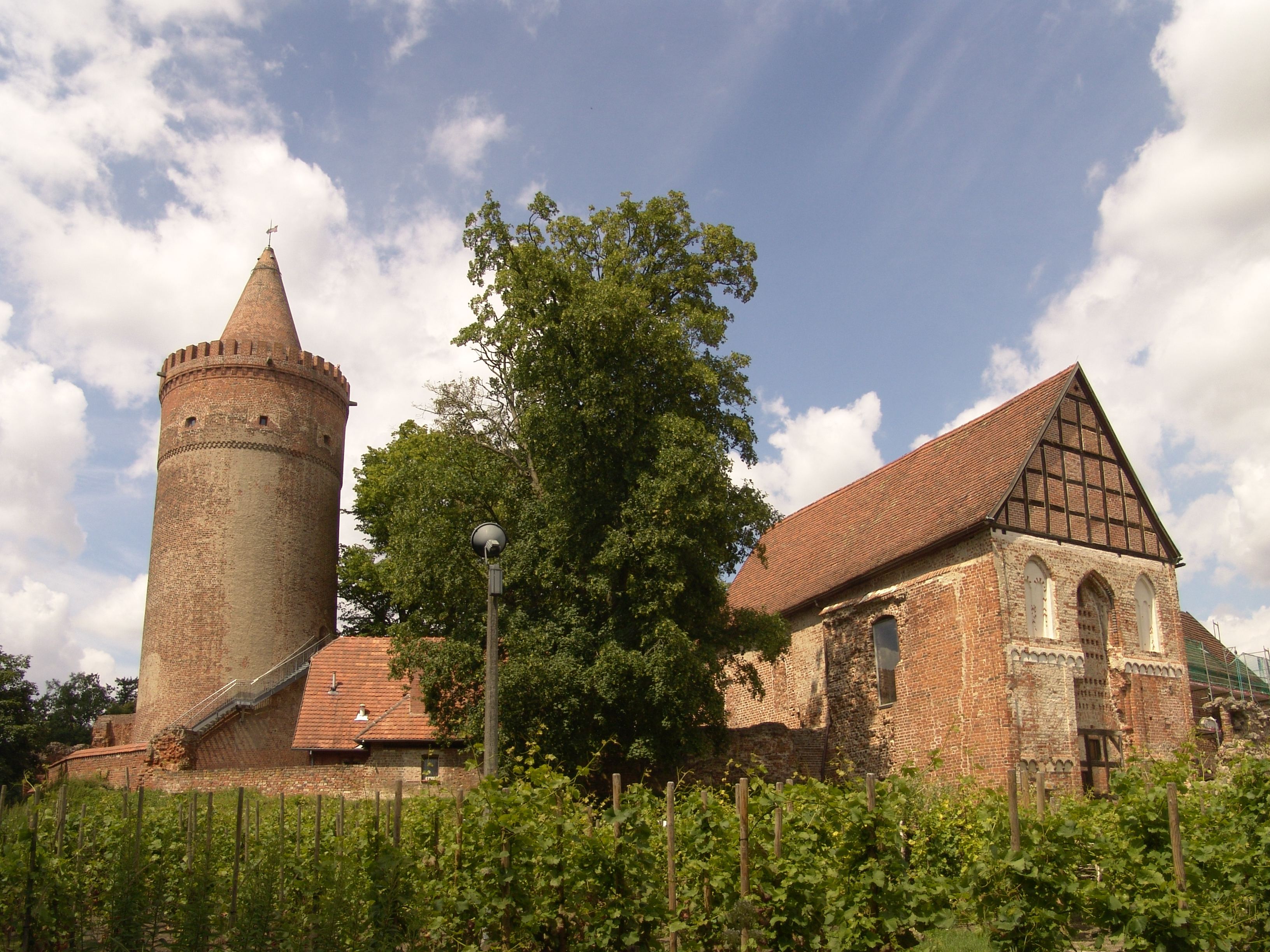
Castelul Stargard⁠(d)
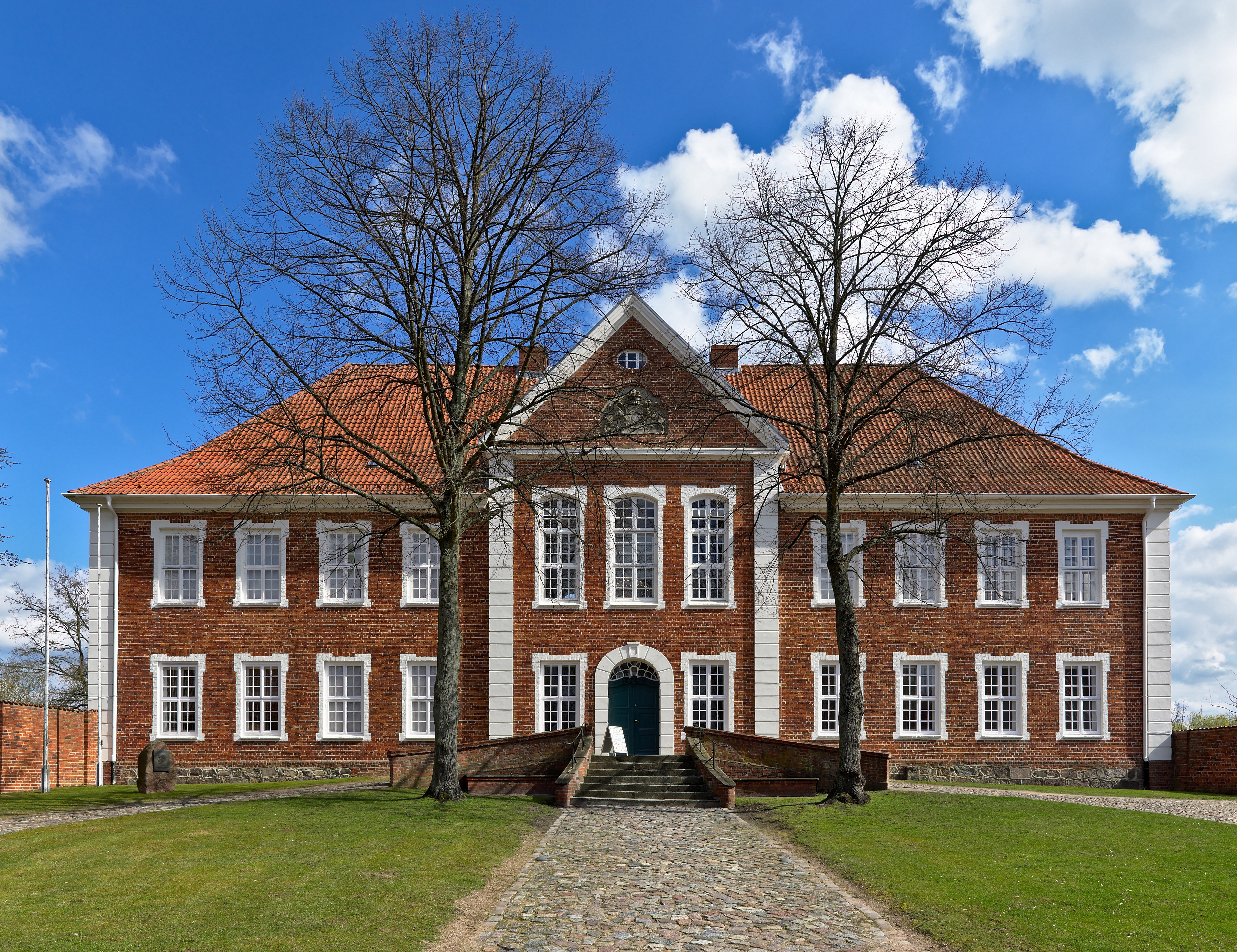
Conacul Ratzeburg⁠(d)

## Literatură
- Ilka Minneker: De la mănăstire la reședință. Memorie și reprezentare dinastice în Mecklenburg târziu medieval și timpuriu modern. Rhema-Verlag, Münster 2007, ISBN 978-3-930454-78-5, ( Comunicare simbolică și sisteme de valori sociale 18), (În același timp: Münster, Univ., Diss., 2001).
- Almanahul de Gotha . Gotha 1936.
- de Helge Bei der Wieden⁠(d): Mecklenburg. In: Neue Deutsche Biographie (NDB). Band 16. Duncker & Humblot, Berlin 1990, p. 589. (full text online)